# جائز شداد

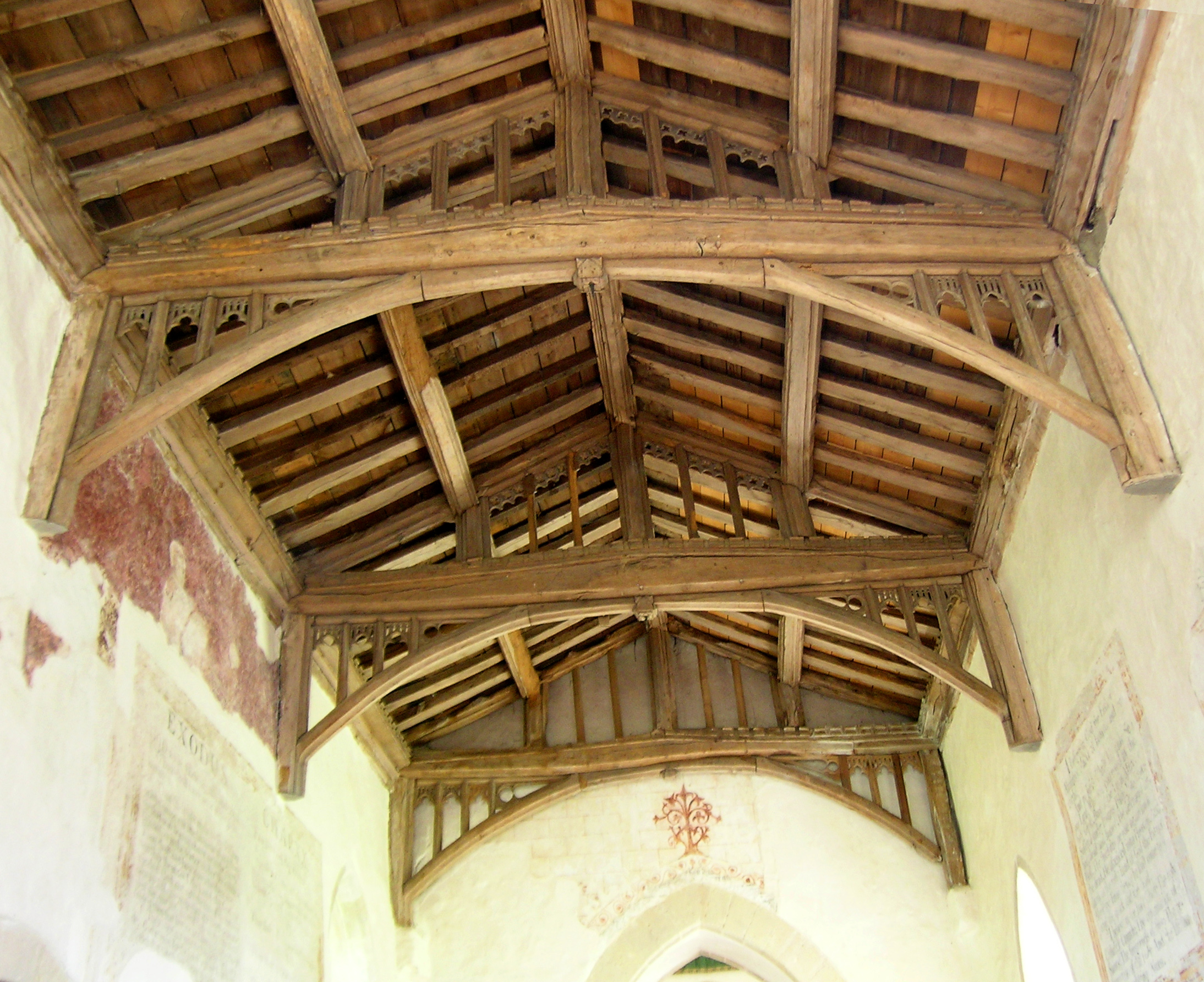
العوارض الرابطة لسطح جملوني خشبي في كنيسة سانت ماري، ردنغ في باكينجهامشير، إنجلترا. يعود تاريخها إلى القرن الخامس عشر.

العارضة الرابطة أو الجائز الشداد  في العمارة وهندسة الإنشاءات والبناء (بالإنجليزية: Tie-beam أو Rafter tie) هو عنصر إنشائي أفقي يُشكّل قاعدةً للسطح الجملوني المُثلث، وخاصةً في السقف المضاعف الميل، حيث يربط جانبيّ الجدار في المبنى بالأسفل، كما يدعم زوجين من رافدات السقف المائلة ويساعد على منعهما من الانفصال نتيجة قوى الشد وقوى الضغط.
تختلف أنواع الأسطح الخشبيّة الجملونيّة بناءً على وجود هذه العوارض الرابطة، إذ توجد جملونات مغلقة، حيث تكون العارضة الرابطة ممتدة بشكل أفقي، بالإضافة إلى جملونات مفتوحة، حيث يمكن رفع العارضة الرابطة والاستغناء عنها لتوفير مساحة أكثر للمرور أسفل السطح.
تجدر الإشارة إلى أن هذا العنصر الإنشائي موجود أيضًا في أساسات المباني الخرسانيّة.

## وصلات خارجية
- كيفية إنشاء المدادة الرابطة في الأسطح الجملونية الخشبية (بالإنجليزية)